# Juan Ramón
Ellery Guy Rech, conocido con el nombre artístico de Juan Ramón  (Cañada de Gómez; 13 de enero de 1940-Buenos Aires, Argentina; 30 de julio de 2020), fue un cantante y actor argentino de extensa trayectoria que llegó a publicar más de 40 discos y 48 compilaciones, y participó en 12 películas. Entre sus éxitos musicales figuran Ma Vie, Cariñito, Tabaco y Ron y Macumba.

## Infancia y adolescencia
Nació el 13 de enero de 1940 en la localidad santafesina de Cañada de Gómez, hijo del italiano Juan Rech, oriundo de Mell Belluno, Venecia, Italia, y de la campanense Magdalena Peretto. Ellery nació con una malformación congénita en sus pies: El pie bot, pie zambo o equinovaro. Durante su infancia fue sometido a varios tratamientos quirurgicos que mejorarón su condición, aunque no obstante caminaba de un modo que daba la impresión de tener una pierna ortopédica.
La Familia Rech, estaba radicada en Cañada de Gómez, debido al trabajo de Don Juan, empleado ferroviario, en la sección carpintería, donde nacieron los dos hijos del matrimonio, Hildo y Ellery. Cuando Ellery, tenía 13 meses de edad, la familia debió trasladarse a Campana, por razones de trabajo de Don Juan, donde establecieron definitivamente su hogar. Fue Campana, la ciudad que vio crecer al niño y adolescente Ellery. Allí cursó la Escuela primaria y secundaria, siendo la ciudad de Campana su terruño por adopción.
Terminado el secundario, ingresó en la Facultad de Derecho, creyendo que su vocación era la carrera de Abogacía, aunque al poco tiempo tomaría conciencia que su verdadera vocación era la música.

## Carrera profesional
Incursionó en la música, como cantante, desde su adolescencia. Durante el secundario actuó en una orquesta de Zárate, y poco después ingresó en el conjunto “Los Casanovas”, reemplazando a su anterior cantante, Billy Cafaro,  para luego debutar como solista en Zárate en 1959.
En el año 1961, el sello Disc Jockey, por intermedio del director artístico, Horacio Malvicino, le da la oportunidad de grabar su primer disco profesional. El dueño de Disck Jockey, Rodríguez Luque, observó la necesidad de cambiar su nombre real por uno más comercial. El joven cantante tenía un libro bajo su brazo al momento de su primera cita en la discográfica. Era Platero y Yo de Juan Ramón Giménez. A causa de ello sugirió que el seudónimo artístico fuera Juan Ramón. Poco tiempo después Don Antonio Barros, en su famoso programa de Radio Argentina Una Ventana al éxito (que tuvo una película con los éxitos del momento) - lo bautizó Corazón, siendo desde entonces y para siempre Juan Corazón Ramón.
Ese mismo año publicó su primer sencillo. Un simple de 78 RPM con los temas “Cuando quieras amor” y “No me digas”.  Posterior a ello, publicó diversos sencillos y discos. El mismo año, 1961, publicó su primer LP titulado Entre campeonas...un campeón que tiene canciones de rock y twist, los ritmos del momento. En esta placa se incluyó Corre González, cover de Speedy Gonzales (canción de 1962) una canción que grabó un año antes de que Pat Boone la volviera famosa internacionalmente. En este disco también se incluyó lo que fue su primer gran éxito Feliz cumpleaños dulces 16, que marcó récord de ventas.
Con el sello Disc Jockey en los años sucesivos publicó varios sencillos que fueron éxitos. Entre ellos Limbo Rock,“La tierra”, “Si quieres dejarme”, “Oh mi señor”, “Dominique”, “Mejor esta noche”, “En mi mundo”, “Mira cómo me balanceo”, “El baile del ladrillo”, “Sabor de sal” y muchos más.
Avanzando la década del 60 fue convocado para programas de radio debiéndose destacar Radio El Mundo durante los años 1962 y 1963, donde Juan Ramón cantaba en vivo, acompañado por la orquesta estable de la emisora dirigida por Horacio Malvicino, con la presencia numeroso público que se congregaba en cada emisión.
Y al poco tiempo llegaría la televisión. Disc Jockey lo hizo debutar en TV en el programa Ritmo y Juventud de Canal 11, espacio televisivo que promocionaba artistas del sello. Seguidamente vendrían actuaciones televisivas en el recordado Sábados Circulares de Pipo Mancera, y en otros como Casino, El Special, La Cantina de la Guardia Nueva y Show Rambler. También tuvo en televisión, su propio programa llamado “Juan Ramón busca la felicidad” que se transmitía por Canal 9.
También comienzan las presentaciones personales en shows, tanto de Capital, como de lugares aledaños, y del Interior del país, con gran éxito. También recorrió con gran suceso Chile, Paraguay y Bolivia.
En 1964, Juan “Corazón” Ramón es contratado por RCA Víctor y se produce su debut en cine, siendo su primera intervención en la película “El desastrólogo” con Pepe Biondi, donde interpretó la canción “Cariñosa”. Desde su incursión inicial en la pantalla grande hasta 1970, actuaría en un total de 14 películas, siete como participación especial y otras tantas, como intérprete principal, siendo la más recordada: “El galleguito de la cara sucia” filmada en 1966, con Nora Cárpena, Eddie Pequeninho y con la actuación especial de Los Iracundos.
En 1967 Juan Corazón Ramón comenzaría su consagración internacional, con el triunfo en el “Festival de la Canción en Benidorm” (España) con la canción “Cuatro muchachos” y grabaría dos álbumes en Italia: “Juan Ramón en Roma” en versión en castellano e italiano.
En 1969 triunfó en el Primer Festival Punta del Este de la Canción con “Mi orgullo y tu vanidad”
En 1971, Juan Ramón triunfaría en el “5ª Festival Buenos Aires de la Canción ” con la magnífica interpretación de “Carta Abierta a un hijo” Ya en el año anterior había sido finalista en el mismo certamen con la canción “Melodía sin final”. También en 1971 fue finalista en el II Festival de la canción Latinoamericano de Nueva York con la canción: Cosas que me regaló Marión”.
Entrada la década del setenta Juan Ramón comienza una extensa gira por Latinoamérica que lo llevaría a recorrer Puerto Rico, Panamá, Colombia, con gran suceso, países que serán su hogar por un tiempo y también Estados Unidos, hasta que en 1977 se radica en Perú, país en el cual había tenido ya grandes éxitos musicales y donde incursionó en la tarea de productor musical. Es en Lima donde Juan Ramón conoció a su esposa Isabel, con quien vivió felizmente casado hasta su muerte en 2020, dos hijos y dos nietos colmaron de felicidad su vida personal.
A mediados de 1983, Juan Corazón Ramón regresa a Argentina contratado por Mario Kaminsky, productor de Microfón Argentina SA (MICSA), editando una decena de álbumes entre 1983 y 1988. Pronto volvería a ser el número 1 en ventas en disquerías del país, tendría nuevas actuaciones en televisión y llenaría el teatro Astros, de la calle Corrientes, en una serie de recitales con tremendo suceso de público.
A fines de 1988, se desvincula de Microfón, para pasar a grabar para CBS, incursionando en la música tropical y a partir de la década de 1990, sus discos irán del melódico al pop y del cuarteto a la cumbia, siempre con el apoyo y la aceptación de su público.
Desde entonces grabó para Polygram, Musika SA, Magenta, nuevamente Microfón, Fonovisa y Sony BMG. Recorrió todos los ritmos y melodías, sin olvidar el tango; a lo largo de su carrera grabó más de 1300 canciones, algunas de las cuales aún son inéditas en Argentina, recibió cientos de premios y reconocimientos, vendió millones de álbumes, casetes y CD, realizó miles de shows en todo el país, y continuó realizando giras por el exterior, especialmente Latinoamérica y Estados Unidos, donde todos los años realiza el recital del Día de los Enamorados en Nueva York.
A lo largo de su carrera Juan Ramón recorrió todos los ritmos y melodías, sin olvidar el tango, grabando más de 1300 canciones, algunas de las cuales, aún son inéditas en Argentina.
El 2010 lo encontró festejando sus cincuenta años con la música, y recorriendo Argentina con sus shows, presentaciones en radios y emisoras de TV ofreciendo su talento interpretativo y su maravillosa voz intacta.  
Con posterioridad, entre otras presentaciones en Capital Federal e Interior del país, destacamos : 
Recital en Crónica  TV  el 21-10-12
Recital en el Teatro Opera Citi el 15-03-2013
Recital Día de la Primavera en Crónica TV el 21-09-2013. Durante este transmisión recibe un disco de oro por las ventas del disco El infiel que fue editado por Magenta.  
RECITAL  en CRONICA TV el 31-08-2014
Recital en el Teatro Premier el 28.03.2015

## Muerte
Falleció en Buenos Aires el 30 de julio de 2020 a los 80 años de edad, a raíz de una pulmonía asociada a un cuadro de deshidratación severo, complicado por una gastritis crónica.

## Discografía
Álbumes
- Entre campeonas... Un Campeón (1961)
- Juan Ramón con la juventud (1962)
- Jóvenes... jóvenes... (1963)
- Siempre con la juventud (1963)
- Aniversario (1964)
- Juan Ramón solo!!! (1964)
- Con nosotros!! (1965)
- Más Corazón que nunca! (1965)
- Si no te tuviera más (1966)
- Venecia sin ti - Muñeca de cera (1966)
- Juan Ramón en Benidorm (1967)
- Juan Ramón (1967)
- Juan Ramón en Roma (en italiano, 1967)
- El máximo (1968)
- A todo ritmo (1968)
- Juan Ramón (1969)

- Otra vez Juan Ramón (1970)
- De amor ya no se muere (1974)

- Más y más!!! Juan Ramón hoy (1983)
- Juan Ramón 84 (1984)
- Otra vez N.º 1 (1984)
- El fenómeno (1985)
- Los inéditos de Juan Ramón (1985)
- El ídolo (1986)
- Voz de pueblo voz de Dios (1986)
- Firme junto al pueblo (1987)
- Internacional (1987)
- ¡Super bailable! (1988)
- El suceso del año!! (1988) - junto a Heraldo Bosio
- Juan Ramón en Roma (en castellano) (1988)
- Amor en Budapest (1989)
- ¡La fiesta de Juan! - 29 Éxitos Enganchados (1989)

- El suceso del año Vol. 2 (1990) - junto a Heraldo Bosio
- Show '90 (1990)
- Pasito tun tun (1991)
- Sacala a bailar (1992)
- Reencuentro (1997)
- Lo Mejor de Juan Ramón (1997)
- Grandes Éxitos - Serie Argentinísima (1998)
- Serie 20 Éxitos (1999)

- El corazón que canta (2001)
- 20 Secretos de Amor (2004)
- El ídolo eterno (2005)
- Como no creer en Dios (2009)

- Bachatas... y algo más! (2012)
- Infiel (2013)
- Juan Ramón y sus amigos,  el bailable de las fiestas (2015)
- Triunfamos (2016)
- Juan Ramón México con Mariachis (2018)
- Juan Ramón y sus amigos (Volumen 3) (INEDITO)

## Bandas sonoras y colaboraciones
- 1965: Banda de sonido de la película "Nacidos para cantar", con Violeta Rivas.
- 1966: Banda de sonido de la película "El galleguito de la cara sucia".
- 1966: Banda de sonido de la película "Muchachos impacientes", con Marco Antonio Muñiz, Simonette, Emily Cranz y Raúl Lavié.
- 1984: Canción “Guarda tu amor” con Romana Farrés.
- 1987: Disco simple: ”Resistiré” y “Con maracas y guitarras”, junto a Leonardo Favio.
- 1988: LP "El suceso del año!!", con Heraldo Bosio.
- 1988: Banda sonora "Gánele al 2" (TV),[13] Tele2Dos.[14]
- 1990: LP "El suceso del año Vol. 2", junto a Heraldo Bosio.
- 1992: LP "Para festejar...!", junto a Heraldo Bosio.
- 2003: CD "Amigos", con Hernán Berti.

## Filmografía[15]
- 1964 - El desastrólogo
- 1965 - Nacidos para cantar
- 1965 - Viaje de una noche de verano
- 1965 - Muchachos impacientes
- 1966 - Una ventana al éxito
- 1966 - El galleguito de la cara sucia
- 1969 - La culpa
- 1969 - El bulín
- 1970 - El sátiro
- 1974 - Operación Guante Verde (no estrenada comercialmente)
- 1976 - Chao amor
- 1986 - En busca del brillante perdido

## Televisión
- 1985 - Calabromas (Participación especial)
- 1992 - Kassandra  (Participación especial)